# Microrégion de Gurupi (Maranhão)
Pour les articles homonymes, voir Microrégion de Gurupi.

Localisation de la microrégion de Gurupi (Maranhão)

La microrégion de Gurupi est l'une des trois microrégions qui subdivisent l'ouest de l'État du Maranhão au Brésil.
Elle comporte 14 municipalités qui regroupaient 211 082 habitants en 2006 pour une superficie totale de 21 558 km2.

## Municipalités[1]
- Amapá do Maranhão
- Boa Vista do Gurupi
- Cândido Mendes
- Carutapera
- Centro do Guilherme
- Centro Novo do Maranhão
- Godofredo Viana
- Governador Nunes Freire
- Junco do Maranhão
- Luís Domingues
- Maracaçumé
- Maranhãozinho
- Turiaçu
- Turilândia